# どくとるマンボウ&怪盗ジバコ 宇宙より愛をこめて
『どくとるマンボウ&怪盗ジバコ 宇宙より愛をこめて』（どくとるマンボウアンドかいとうジバコうちゅうよりあいをこめて）は、1983年9月10日にフジテレビ系列『日生ファミリースペシャル』で放送された単発テレビアニメである。フジテレビと東映動画の共同製作。

## 概要
北杜夫のエッセイ集『どくとるマンボウシリーズ』のマンボウと、同じくユーモア小説『怪盗ジバコ』のジバコを共演させた、『日生ファミリースペシャル』では異色のクロスオーバー作品。ふとしたことから知り合った青年医師マンボウと怪盗ジバコが、エデン国の元大臣の娘ローラを、悪の大統領カポーから取り返そうと活躍する宇宙SF作品。
キャラクターデザインは当時『魔法のプリンセス ミンキーモモ』を手がけていた芦田豊雄が担当した。また、マンボウ役の声優には岸部シロー（後の岸部四郎）、ジバコ役には森本レオ、ローラ役には宮崎美子と著名俳優を起用していた。

## 声の出演
- どくとるマンボウ - 岸部シロー
- 怪盗ジバコ - 森本レオ
- ローラ - 宮崎美子
- カポー - 内海賢二
- ベス - 小山茉美
- バリモア - 永井一郎
- ルカ - 宮内幸平
- シゲル - 山田栄子
- マーサ - つかせのりこ
- リー警部 - 青野武
- マンナ - 向井真理子
- ダンツ - 矢田耕司
- トニオ - 間嶋里美
- 兵士 - 田中和実、佐藤正治
- ほか

## スタッフ
- 製作 - 今田智憲
- 原作 - 北杜夫（「どくとるマンボウシリーズ」＋「怪盗ジバコ」）
- 企画 - 久保田榮一（CX）
- 企画コーディネイター - 大橋益之助（電通）
- 脚本 - 大原清秀
- 演出 - 矢吹公郎
- キャラクターデザイン - 芦田豊雄
- 作画監督 - 鈴木欽一郎
- 音楽 - 杉田一夫
- 制作 - フジテレビ、東映

## 挿入歌
「マンボウの歌」
作詞 - 矢吹公郎 / 作曲 - 杉田一夫 / 歌 - 岸部シロー
「愛の星・エデン」
作詞 - 矢吹公郎 / 作曲 - 杉田一夫 / 歌 - 宮崎美子